# Monaco ved sommer-OL 2012
Monaco deltog ved Sommer-OL 2012 i London som blev arrangeret i perioden 27. juli til 12. august 2012. 

## Medaljer
| 2012 London | Guld | Sølv | Bronze | Total |
| Monaco      | 0    | 0    | 0      | 0     |

## Atletik
Mænd
| Atlet      | Event | Heat     | Heat | Semifinale      | Semifinale      | Finale          | Finale          |
| Atlet      | Event | Resultat | Rank | Result          | Rank            | Resultat        | Rank            |
| ---------- | ----- | -------- | ---- | --------------- | --------------- | --------------- | --------------- |
| Brice Etès | 800 m | DSQ      | DSQ  | Gik ikke videre | Gik ikke videre | Gik ikke videre | Gik ikke videre |